# Villacaíz
Villacaíz (llamada oficialmente San Xulián de Vilacaíz) es una parroquia y una aldea española del municipio de Saviñao, en la provincia de Lugo, Galicia.

## Límites
Limita con las parroquias de Reiriz y Castro de Rey al norte, Sobreda al este, Iglesiafeita al sur, y Villaesteva y Chave al oeste.

## Organización territorial
La parroquia está formada por diez entidades de población, constando ocho de ellas en el nomenclátor del Instituto Nacional de Estadística español:

### Entidades de población
Entidades de población que forman parte de la parroquia:
- As Penas
- Carballós
- Forcados
- Mañariz
- Os Pozos
- San Xulián
- Souceda
- Valdorraca
- Vilacaíz

### Despoblado
Despoblado que forma parte de la parroquia:
- Sambade

## Demografía

### Parroquia
| Gráfica de evolución demográfica de Villacaíz (parroquia) entre 2000 y 2021 |
|                                                                             |
| Datos según el nomenclátor publicado por el INE.                            |

### Aldea
| Gráfica de evolución demográfica de Vilacaíz (aldea) entre 2000 y 2021 |
|                                                                        |
| Datos según el nomenclátor publicado por el INE.                       |